# Shasta Lake
Shasta város az USA Kalifornia államában. Lakosainak száma 10 371 fő (2020. április 1.).

## Népesség
A település népességének változása:

| 2010 | 10 164 |
| 2020 | 10 371 |